# Odilon Damaso Correia Reinhardt
Odilon Damaso Corrêa Reinhardt (Curitiba, 9 de maio de 1930 – 17 de outubro de 1984) foi um advogado e político brasileiro, prefeito do município paranaense de Cascavel e deputado estadual.

## Histórico
Descendente de alemães e filho do advogado Damaso Corrêa Reinhardt e de D. Elina Reinhardt, cursou Direito na Universidade Federal do Paraná, colando grau em 1954, ano em que mudou-se para Cascavel, a pedido do então prefeito José Neves Formighieri, que o nomeou assessor jurídico do município.
De início filiou-se ao Partido Trabalhista Brasileiro (PTB), pelo qual foi eleito prefeito em 15 de novembro de 1964, quando deixou de exercer o cargo de Promotor Público da Comarca. Durante o período 1964-1967, Reinhardt combateu o movimento separatista que visava a criação de uma nova unidade federativa, formada por parte dos estados do Paraná e Santa Catarina, que seria denominada Estado do Iguaçu.
Faleceu em Curitiba, aos 54 anos, no dia 17 de outubro de 1984. 

## Principais realizações
Em sua gestão foi aberta a atual Avenida Brasil, até então um trecho da rodovia federal, atual BR-277. Deu início ao asfaltamento das vias urbanas e legou ao município seu primeiro Plano Diretor, prevendo obras de paisagismo e arborização. Implantou a Praça Wilson Jofre. Em 1968, Reinhardt foi indicado como o Prefeito Mais Popular do Paraná.